# Glaciar do Dôme
O glaciar do Dôme (em italiano:  Ghiacciaio del Dôme) faz parte do maciço do Monte Branco, e encontra-se no vale Veny, do Vale de Aosta, na Itália. 
O glaciar desce da vertente sul da cúpula do Goûter e é a via normal  de saída do Monte Branco da vertente italiana, que o percorre em grande parte antes de atingir o passo de Bionnassay e depois a cúpula do Goûter.
O glaciar nasce na vertente da cúpula a uma altitude de 4 300 m e desce, com uma inclinação importante, a 2 400 m para se juntar ao glaciar de Miage.